# Kyonemichthys rumengani
Kyonemichthys rumengani is een  straalvinnige vissensoort uit de familie van zeenaalden en zeepaardjes (Syngnathidae). De wetenschappelijke naam van de soort is voor het eerst geldig gepubliceerd in 2007 door Gomon.